# 체육고등학교
체육고등학교(體育高等學敎), 줄여서 체고(體高)는 특수목적고등학교 가운데 체육을 집중적으로 배우는 학교이다. 영어권에서는 스포츠 칼리지(sports college)라는 용어를 사용한다.

## 영국
영국에는 1997년 스페셜리스트 스쿨 프로그램의 일부로 도입되었다.
이 프로그램은 2010년 정부의 변화와 함께 종료되었다.